# 福生七夕まつり
福生七夕まつり（ふっさたなばたまつり）は、東京都福生市の福生駅西口を中心に毎年行われる七夕祭りである。

## 概要
東京都内有数の七夕まつりである。湘南ひらつか七夕まつり（神奈川県平塚市）と同年から開催され、都内では古い歴史を誇る。

## 歴史
1951年（昭和26年）7月、仙台七夕をヒントに、商店街振興のため中央商栄会が第1回の福生七夕まつりを開催。見物客で3日間にぎわう。翌年、福生町（現・福生市）全域の商店が七夕に参加し、竹飾りコンクールが始まった。1956年、福生特有の「壁面飾り」が登場。1966年、「福生音頭」が制作され、当時新人の都はるみ、杉良太郎が歌手として起用され、2年後にはパレードもスタート。
1967年に初日以外は大雨にたたられたことが契機となって、翌年から2019年までは梅雨を避けて夏休み中の8月に開催されるようになる。 福生町が市に昇格した1971年から祭りの主導権を市が握るようになり、実行委員会の事務局は市役所内に置かれるようになった。1974年、「ミス福生コンテスト」が誕生し、1977年には「ミス七夕コンテスト」（現「織姫コンテスト」）と名を改め、毎年ミス1人、準ミス2人の計3人を選ぶようになる。
40年も続いた露店（多くはテキヤ）が暴力団との関連から1993年に警察の指導もあって祭りから締め出され、変わって市民の模擬店が出店されるようになった。模擬店会場を「ギャラクシー・ストリート（天の川通り）」と命名し、2000年には「福生七夕音頭」も生まれた。
商店街の衰退とともにここ数年寂しくなった七夕飾りに、2010年は市の補助金が出され、第60回七夕まつり記念、市制施行40周年記念ということで11年ぶりに花火大会も復活し、空前の人出でにぎわった。2011年は東日本大震災の影響で一時開催が危ぶまれたが、“七夕「トモダチ」作戦”と題して、被災地支援を前面に打ち出し、予定通り開催された。
商店街振興のために始められた七夕まつりではあるが、市民模擬店の出店を契機に、次第に市民の祭りとしての色合いを深めている。
2020年は1967年までと同様、7月開催に変更される予定だったが、コロナ禍により他の多くの祭事・イベントと同様中止に追い込まれ、以後も2022年まで続いた。
2023年は4年ぶりに7月8日・9日に開催され、来場者数は約53万人と発表された。
2024年は7月19日 - 21日にかけて開催された。

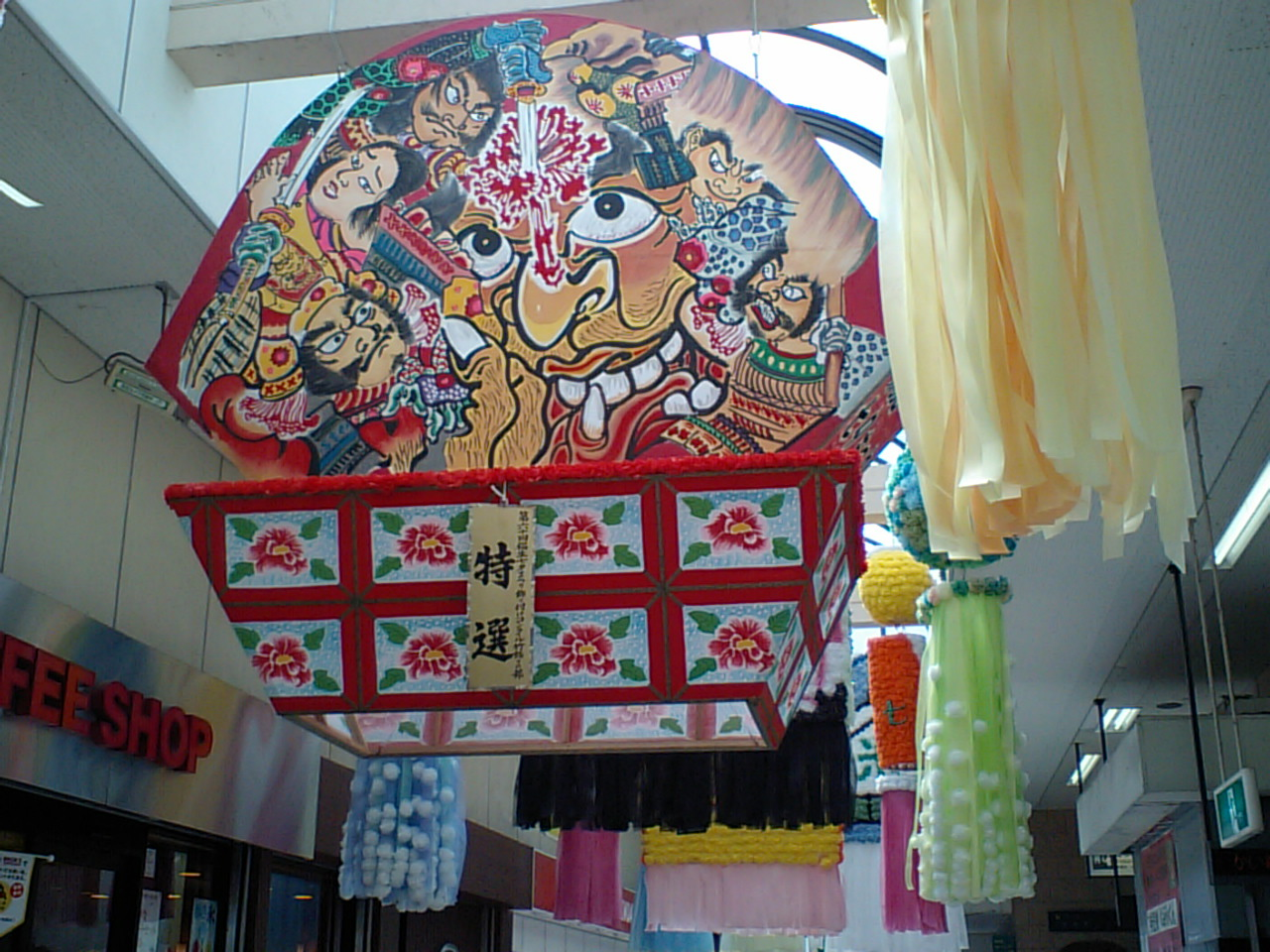
まつり終了後、福生駅自由通路に展示された七夕飾りの一部（2010年）

## マスコットキャラクター
「たっけー☆☆」と名付けられた、竹（飾り）の妖精という設定の竹をイメージしたマスコットキャラクター。2013年に市の公式マスコットキャラクターに就任。会場内の飾り付けに描かれるほか、ストラップなどとして販売される。